# Éclats verts, jaunes, rouges
Éclats verts, jaunes, rouges est une œuvre de l'artiste française Véronique Joumard,. Il s'agit d'une installation lumineuse créée en 2004. Elle est installée à Paris, en France.

## Description
L'œuvre prend la forme d'une installation lumineuse. Elle est composée d'un ensemble de 180 lampes clignotantes vertes, jaunes et rouges. Chacune des lampes se recharge pendant le jour et se déclenche à la tombée de la nuit.
Les lampes sont destinées à être disposées sur le sol, mais sans organisation prédéfinie : ses dimensions changent donc à chaque installation dans un lieu différent.

## Localisation
L'œuvre est destinée à être exposée en plusieurs endroits de Paris. Entre 2004 et 2005, elle est située dans le parc Montsouris ; entre 2007 et 2008 à l'entrée du petit Palais. Entre 2009 et 2011, elle est placée sur le rectangle de pelouse central du jardin de la Bibliothèque historique, dans le 4e arrondissement, où elle se trouve encore en 2013.

## Commande
Éclats verts, jaunes, rouges est une commande de la ville de Paris pour l'édition 2004 de la manifestation artistique Nuit blanche,. Elle est acquise par le Fonds municipal d'art contemporain de la Ville de Paris en 2006 grâce au legs de John W. Giovannucci.

## Artiste
Véronique Joumard (née en 1964) est une artiste française.